# Benepota
Benepota (łac. Diocesis Benepotensis) – stolica historycznej diecezji we Cesarstwie rzymskim w prowincji Mauretania Cezarensis, zlikwidowana w VII w. podczas ekspansji islamskiej, współcześnie w północnej Algierii. Obecnie katolickie biskupstwo tytularne. 

## Biskupi tytularni
| Lp. | Biskup               | Funkcja                                              | Od               | Do               |
| --- | -------------------- | ---------------------------------------------------- | ---------------- | ---------------- |
| 1   | Francisco Rendeiro   | biskup koadiutor Coimbry (Portugalia)                | 15 lipca 1965    | 12 sierpnia 1967 |
| 2   | José Cerviño Cerviño | biskup pomocniczy Santiago de Compostela (Hiszpania) | 4 czerwca 1968   | 8 listopada 1976 |
| 3   | Tadeusz Rybak        | biskup pomocniczy wrocławski                         | 28 kwietnia 1977 | 25 marca 1992    |
| 4   | Hermes Garin         | biskup pomocniczy Canelones (Urugwaj)                | 15 czerwca 2002  |                  |